# Draco volans
La lagartija voladora, lagarto volador o dragón volador (Draco volans) (traducido del latín como «Dragón volador») es un miembro del género de lagartos Draco. Tiene la capacidad de extender los pliegues de la piel (denominados patagio), las cuales están pegada a sus costillas móviles para formar «alas» que utiliza para planear de un árbol a otro hacia abajo, carece de la capacidad de mantenerse en vuelo, pero sí puede planear igual que otros reptiles arborícolas. Sus «alas» son de colores brillantes anaranjados con manchas rojas, azules y rayas, que proporcionan el camuflaje cuando se doblan. El dragón volador puede alcanzar una longitud de 19 a 23 cm. Se alimenta de hormigas y termitas arbóreas.

## Descripción
Los dragones voladores son de color marrón con coloración azulada en la parte inferior de sus alas y una papada de color amarillo. Las hembras tienden a tener una papada azulada y color amarillo bajo las «alas». Cada pata tiene cinco dedos con garras. Tienen piel a lo largo de las costillas, que se pueden extender para alargar las costillas, formando una especie de ala. Los machos tienen una papada, o colgajo gular, que también se puede extender. En general, los dragones voladores crecen un poco menos de 12 pulgadas de longitud. Aunque las hembras son generalmente más grandes que los machos, su papada es un poco más pequeña.

## Distribución
Los dragones voladores son nativos de los bosques tropicales del sudoeste de Asia y la India, incluyendo Borneo y las islas Filipinas.

## Reproducción
La única época en la que estos animales bajan de los árboles es cuando llega el momento de reproducirse.
El dragón volador macho utiliza sus membranas plegables para llamar la atención de la hembra e iniciar así el proceso de cortejo.
Una vez que se aparean, la hembra baja del árbol y con su hocico hace un pequeño agujero en el suelo donde pone alrededor de 4 a 5 huevos. Posteriormente los cubre con tierra y hojarasca.
Es muy importante saber que la madre solo está cerca de sus huevos por un breve momento, para asegurarse de que ningún depredador se acerque y les haga daño.
Transcurridas las 24 horas esta abandona la vigilancia del nido y regresa a las alturas.
La incubación de los huevos toma aproximadamente 32 días, hasta que ocurre la eclosión y salen del cascarón pequeñas y hermosas crías.